# Margareta Brandenburška
Margareta Brandenburško-Salzwedelska (nemško Margareta, poljsko Małgorzata) je bila nemška plemkinja iz rodbine Ascanija, ki je bila po poroki s  Przemislom II. Poljskim v letih 1293–1296 vojvodinja Velikopoljske in v letih 1295–1296 kraljica Poljske, potem pa s poroko z Albertom III. Saxe-Lauenburškim vojvodinja Saxe-Lauenburga, * okoli 1270, † 1. maj 1315.
Bila je najmlajši otrok in druga hčerka brandenburško-salzwedelskega mejnega grofa Alberta III. in Matilde Danske, hčerke danskega kralja  Krištofa I.

## Življenje
Po smrti svoje druge žene Rikisse Švedske okoli leta 1292 se je velikopoljski vojvoda  Przemysł II. želel poročiti še tretjič. Margareta  je bila izbrana predvsem iz političnih razlogov, saj bi s poroko z njo  dobil dodatne pravice do svoje pričakovane dediščine, pomorjanskega Gdanska.
Glede na sorazmerno tesno sorodstvo Przemysla II. in Margarete,  oba sta bila pravnuka Přemysla Otakarja I. Češkega, sta za poroko potrebovala papeževo dovoljenje. Poročni obred je potekal malo pred 13. aprilom 1293. Po mnenju nekaterih zgodovinarjev naj bi se ob tej priložnosti verjetno praznovala tudi zaroka Rykse, hčerke Przemysla II., z Marjetinim bratom Otonom Brandenburško-Salzwedelskim.
Za poljsko kraljico je bila skupaj z možem kronana v stolnici v Gnieznu v nedeljo, 26. junija 1295, na dan svetih Janeza in Pavla.  Kronanje poljskega kralja je bilo prvo po 219 letih. Margareta je bila prva nesporna poljska kraljica po Richezi Lotarinški v 11. stoletju.
Vladavina Przemysla II. ni trajala dolgo. 8. februarja 1296 ga je nekaj mož iz Margaretine družine z nekaj pomoči poljskih plemiških družin Nałęcz in Zaremba ugrabilo, potem pa ga je Jakub Kaszuba v Rogoźnu umoril. Nemški kronist Dietmar iz Lübecka je poudaril, da je Margareta zaradi svojih družinskih odnosov sodelovala v zaroti, ki se je končala s smrtjo njenega moža. Kronist je ta podatek našel morda v starejših virih ali pa ga je izpeljal na podlagi preprostega razmerja: ker je Margareta izhajala iz družine, obtožene za umor, je morala sodelovati.
Margareta, zdaj kraljica vdova, je ostala na Poljskem, kjer je po običajih dinastije Pjast dobila v doto dele Velikopoljske in skrbela za svojo pastorko Rykso, bodočo ženo svojega brata Otona. Kmalu zatem in iz neznanih razlogov se je Margareta vrnila v Brandenburg in s seboj vzela Rykso.
V domovini se je zaročila z Nikolajem I. Otrokom, gpspodom Rostocka in članom hiše Mecklenburg. Nikolaj I. je leta 1299 zaroko razdrl., ker se je odločil poročiti s pomorjansko kneginjo. Približno v tem času se je Margaretina pastorka Ryksa po smrti zaročenca Otona vrnila na Poljsko.
Nekaj pozneje je bila dogovorjena Margaretina poroka z Albertom III., ki je skupaj z bratoma Erikom I. in Ivanom II. vladal v vojvodini Saxe-Lauenburg, leta 1296 ločeni od Saške. Ker sta bila tudi Albert III. in Margareta v tesnem sorodstvu, oba sta bila iz rodbine Ascania, sta za poroko potrebovala papeževo odobritev.
Dobila sta jo v Anagniju 24. septembra 1302 in se verjetno kmalu zatem poročila. Imrla sta sinova Alberta, ki je umrl leta 1344, in Erika, ki je umrl neporočen leta 1338.
Leta 1303 so Albert III. in njegovi bratje razdelili vojvodino Saxe-Lauenburg na tri podružnične vojvodine. Albert III. in Margareta sta zasedla Saxe-Ratzeburg. Po smrti Alberta III. leta 1308 je njegov brat Erik I. podedoval del Albertovega deleža, medtem ko je Margareta obdržala drugi del, da bi lahko vzgajala svoje otroke.
Margareta je umrla leta 1315 in bila pokopana v stolnici v Ratzeburgu. Ob njeni smrti je Erik I. prevzel tudi njen delež Ratzenburga.